# Carybdea xaymacana
Carybdea xaymacana Conant, 1897 è una cubomedusa tropicale della famiglia delle Carybdeidae.

## Distribuzione e habitat
Come lo indica il nome, la C. xaymacana è stata scoperta nelle acque della Giamaica per la prima volta nei mesi di giugno e luglio 1896 durante una spedizione del Marine Biological Laboratory che identificò anche la Tripedalia cystophora. Franklin Story Conant, l'identificatore della specie, contrasse la febbre gialla nel 1897, durante il prosieguo della spedizione in Giamaica, e morì nel settembre dello stesso anno, appena rientrato a Boston.
La specie è presente anche nella zona Indo-Pacifica, nei pressi di Cairns ed è comune nella zona di Perth, in Australia.

## Descrizione
La C. xaymacana misura raramente più di 25 mm di lunghezza per circa 15 mm di diametro della campana ed è simile in molti aspetti alla C. marsupialis del Mediterraneo, anche se quest'ultima è circa un terzo più piccola e presenta spesso alcune asimmetrie nella campana (quando questa è perfettamente simmetrica nella C. xaymacana secondo F. S. Conant). La C. rastonii di contro, è più grande della C. xaymacana, anche se anch'essa molto simile nell'aspetto.
afr solco ad-radiale, go ostium gastrico, r gonadi, i interraggio, p periraggio, pe pedalium, n nervo, sn nicchia del ropalio.
ivl lamella vascolare interradiale, go ostium gastrico, fr depressione alla base del tentacolo, su suspensorium, n nervo, sn nicchia del ropalio, v velarium, vlm lamella vascolare del margine.

### Esombrella
L'ombrella è trasparente e cubica, come per tutte le altre meduse della classe, anche se gli angoli sono più arrotondati che in altre cubomeduse. La campana della C. xaymacana è tipicamente divisa in quattro aree verticali periradiali, separate da quattro "costole" o fasce interradiali. Queste fasce sono formate da un'ispessimeto dell'esombrella e servono a rinforzare i quattro angoli interradiali, i quali portano, ognuno, un tentacolo alla base. Ogni costola è oltremodo divisa in due bande verticali da un solco che poggia esattamente su l'interraggio. Quindi, la superficie dell'esombrella, è segnata da dodici solchi longitudinali, quattro dei quali sono interradiali mentre altri otto sono ad-radiali. Ogni solco interradiale termina sulla base del pedalium corrispondente, allo stesso livello del ropalio.

### Ropali
Gli organi sensoriali della medusa, i ropali, sono protetti da una nicchia a forma di cuore nelle zone periradiali dell'esombrella. Un'estensione dell'esombrella stessa a forma di scaglia protegge parzialmente la parte superiore di ogni ropalio. Il tessuto epiteliale della nicchia è composto interamente da ectoderma, come sul resto dell'esombrella.
Il ropalio è costituito da un gambo e da un pomo vagamente sferico che contiene gli organi sensoriali composti da due occhi complessi, dotati di cristallino, retina ed uno strato pigmentato con le stesse funzioni della coroide, disposti l'uno sull'altro sulla linea mediana del pomo; ai lati di questi, vi sono due paia di occhi semplici, più piccoli e bilateralmente simmetrici. Gli occhi sono diretti verso l'interno della cavità della campana. I due occhi mediani guardano verso la campana orizzontalmente, mentre l'occhio più piccolo disposto sulla parte apicale del pomo guarda verso l'alto.
All'estremità del gambo, si trova una vescicola che contiene lo statolite, l'organo dedicato all'orientamento spaziale della medusa. Il canale al centro del gambo è direttamente connesso col sistema gastro-vascolare. La distanza dei ropali dal margine della campana è di circa 1/7 dell'altezza della campana stessa.
Dopo la nicchia di ogni ropalio, la cavità che era quella della sacchetta gastrica, è divisa in due ulteriori sacche, le "tasche marginali", che si estendono dal margine inferiore di ogni sacchetta gastrica fino al velarium; sono una caratteristica della famiglia Charybdeidae.
Il nervo ad anello è una caratteristica delle Cubomeduse e nella C. xaymacana è ben definito, formando una striscia sulla superficie della subombrella. Ha un tracciato a zigzag: nella zona interradiale corre vicino al margine della campana, vicino ai tentacoli, mentre nella zona periradiale è più alto, avvicinandosi alle nicchie dei ropali.

### Pedalia
Dalla base delle fasce interradiali spuntano quattro pedalia, appendici dalla forma della lama di uno scalpello. Sulla medusa in vivo, il pedalium forma un angolo di 45º con l'asse longitudinale della campana. Di contro, negli esemplari preservati in formalina, sono piegati verso l'asse longitudinale dalla contrazione dei muscoli alla loro base. Sono composti da un ispessimento della mesoglea e, alla loro base, portano la parte basale dei canali dei tentacoli. Oltre a fornire un supporto muscoloso ai tentacoli, si pensa che possano servire alla medusa a cambiare direzione. All'interno della base di ogni pedalium, fra questa ed il velarium, si trova una depressione della superficie ectodermica a forma di imbuto.

### Manubrio e stomaco
Il manubrio pende fino a un terzo o un quarto dell'altezza della campana e termina con un'apertura orale con quattro labbra molto sensibili che possono anche far contrarre l'intero manubrio all'interno della cavità gastrica. La C. xaymacana ha uno stomaco piccolo e piatto, dalla forma di una lente biconvessa, con quattro gruppi di facelle gastriche. Il manubrio comunica direttamente con la cavità gastro-vascolare. Lo stomaco è mantenuto in posizione e collegato alle pareti del gastroderma da quattro sottili mesenteriti dette anche suspensoria o mesogonia. Il suspensorium è costituito da due parti, curvate in modo da formare un angolo retto: una porzione verticale attorno alle pareti della subombrella e una porzione orizzontale sulla parete basale dello stomaco. I quattro suspensoria dividono la parte superiore della subombrella in altrettante sacche che si estendono verso l'alto nei quattro interraggi. Strutture similari esistono nelle scyphomeduse e in alcune Lucernaridae. Le sacchette gastriche sono separate l'una dall'altra da quattro sottili lamelle verticali e comunicano con la parte centrale dello stomaco attraverso quattro aperture apicali, dette ostium. La comunicazione fra lo stomaco ed ogni sacchetta è controllata da un tessuto flessibile a semiluna che funge da valvola, formato dalla parte inferiore di ogni ostium.
Il tessuto epiteliale della parte apicale dello stomaco non è particolarmente differenziato e partecipa poco al processo di digestione, mentre il tessuto della parte basale dello stomaco è composto principalmente da dense cellule cilindriche che sono riempite da vacuoli. Distribuiti fra queste cellule cilindriche, vi sono delle cellule riempite da una sostanza simile a muco. La parte bassa dello stomaco è solcata, in modo tale da aumentare la superficie digerente. I quattro solchi periradiali del manubrio continuano lungo la base della cavità gastro-vascolare come profondi solchi che portano direttamente alle quattro sacche gastriche. Le cellule lungo questi solchi sono cilindriche, densamente disposte, ma più corte rispetto alle altre cellule dell'epielio del sistema digerente.
Ai quattro angoli interradiali dello stomaco si strovano le quattro facelle, agglomerati di 30-35 filamenti gastrici. I filamenti sono attaccati ad un singolo gambo, come le nappe di una spallina. Il gambo nasce dalla parte bassa dello stomaco, nel punto dove si fonde con la parte alta ed è costituito da un centro della stessa gelatina della mesoglea ricoperto dallo stesso epitelio a cellule cilindriche dello stomaco. I filamenti gastrici sono invece costituiti da ghiandole e numerose cellule urticanti. Le facelle si contraggono molto facilmente e, nell'animale vivo, mostrano un continuo e lento contorcersi, come una massa di vermi.

### Gonadi
Le Carybdea hanno due sessi separati. Le gonadi - gli organi riproduttivi - sono in entrambi i sessi formati da quattro paia di organi endodermali allungati, a forma di foglia, attaccati alla subombrella nelle aree interradiali e pendenti nella cavità gastro-vascolare. Le gonadi mature si allungano fino ad estendersi lungo tutta la lunghezza della subombrella. Le uova mature sono coperte da uno strato di sostanza gelatinosa. Negli esemplari maschi, gli spermatociti sono distribuiti nella rete gelatinosa sulle gonadi. Una volta maturi, uova e spermatociti sono rilasciati nella cavità gastro-vascolare.

### Velarium e tentacoli
Il velarium, la parte terminale dell'esombrella che serve alla medusa a nuotare grazie alle sue contrazioni, si estende per oltre una settima parte oltre il bordo dei margini della campana. Il velarium è attaccato alla parte inferiore della subombrella grazie a quattro strutture simili ai suspensoria dello stomaco, i frenuli. Questi sono costituito da tessuto muscoloso inspessito e hanno una sezione triangolare. Il velarium è anche solcato da quattro canali per ottante, i quali si biforcano verso la loro estremità. Le tasche marginali si estendono fino al margine della campana e da lì continuano nel velarium some dei canali. La struttura ed il numero dei canali del velarium sono indicativi della specie di Cubozoa e servono, ad esempio, a distinguere la C. xaymacana dalla C. marsupialis del Mediterraneo.
I tentacoli sono uno per pedalium, ognuno dei quattro prolungamenti dell'ombrella, e possono essere lunghi fino a 8 volte le dimensioni della campana, per una lunghezza totale della medusa di 23 cm circa. I tentacoli si possono contrarre fino a raggiungere un quarto della loro lunghezza.

## Ecologia
La C. xaymacana è spesso vista a pochi metri dalle coste sabbiose. Le Carybdea sono nuotatrici robuste e attive, inseguono le prede facendo pulsare il velarium. Si nutre di piccoli pesci, che arrivano a riempire completamente lo stomaco della medusa. I succhi gastrici della C. xaymacana non sembrano peraltro intaccare il sistema nervoso delle prede.
La C. xaymacana è dioica, ossia si riproduce sessualmente, generando dei polipi che si trasformeranno in seguito in efire, ossia piccole meduse.